# مجترات قرناء
المجترات القرناء (الاسم العلمي: Pecora) (من اللاتينية pecus التي تعني "الماشية ذات القرون")، هي دون رتبة للثدييات مزدوجات الأصابع مجترة. معظم أعضاء المجترات القرناء لديها زوائد قحفية بارزة من عظمها الجبهي. إلا جنسين فقط لا يمتلكانها هما:أيل الماء والأيل المسكي.